# Delta de la Balança
Delta de la Balança (δ Librae) és un estel en la constel·lació de la Balança. Un dels noms tradicionals, Mulu-Lizi, és acadi i significa "Home de Foc". Un altre és Zuben el Akribi. Amb μ Vir forma una de les mansions lunars, Mulu-izi.
Delta de la Balança està aproximadament a 304 anys llum de la Terra i pertany a la classe espectral B9.5V. Zuben el Akribi és un estel binari eclipsant, amb un període de 2,3272 dies. La seva magnitud aparent varia entre 4,43 i 5,81.